# Ferdinand Swatosch
Ferdinand Swatosch (Simmering, 11 mei 1894 – 29 november 1974) was een Oostenrijks voetballer. Hij werd met Rapid Wien driemaal landskampioen van Oostenrijk en eenmaal met Wiener Amateur-SV. Tevens werd hij landskampioen in West-Duitsland met SpVgg Sülz 07.
Swatosch werd 23 keer geselecteerd voor het Oostenrijks voetbalelftal en scoorde daarin 18 keer.